# Tóth Klára
Tóth Klára (esetleg Szepesváry Tamásné vagy Szepesváryné Tóth Klára) (Nagykanizsa, 1939. február 6. – Budapest, 2013. december 9.) Széchenyi-díjas magyar kémikus, egyetemi tanár, a Magyar Tudományos Akadémia rendes tagja. A kémiai és a bioszenzor-kutatás neves tudósa.

## Életpályája
1957-ben érettségizett, majd felvették a Budapesti Orvostudományi Egyetem (ma: Semmelweis Egyetem) Gyógyszerésztudományi Karára, ahol 1962-ben szerzett gyógyszerész diplomát. Diplomájának megszerzése után a Veszprémi Vegyipari Egyetem (ma a Pannon Egyetem része) analitikai kémia tanszékén kapott állást. Itt előbb tanársegédként, majd adjunktusként dolgozott. Közben 1964 és 1966 között a Birminghami Egyetem vendégkutatója volt. 1968-ban átment a Budapesti Műszaki Egyetem (2000-től Budapesti Műszaki és Gazdaságtudományi Egyetem) általános és analitikai kémiai tanszékére (később szervetlen és analitikai kémia tanszék), itt először adjunktusként, majd 1974-től docensi beosztásban dolgozott. 1991-ben vette át egyetemi tanári kinevezését. 2007-ben az MTA és a BME közös Műszaki Analitikai Kutatócsoportjának tudományos tanácsadója lett. 2009-ben professor emerita címet kapott.
1970-ben védte meg a kémiai tudományok kandidátusi, 1991-ben akadémiai doktori értekezését. Az MTA Analitikai Kémiai Bizottságának lett tagja, később elnöke. Emellett az Elektroanalitikai Munkabizottság és a Gyógyszerésztudományi Komplex Bizottság munkájában is részt vesz. 1995-ben a Magyar Tudományos Akadémia levelező, 2001-ben pedig rendes tagjává választották meg. Később az MTA Szociális Bizottságának is tagja lett. 1999-ben az Országos Tudományos Kutatási Alap (OTKA) Élettelen Természettudományi Kollégiumának lett elnöke. Tagja a Magyar Kémikusok Egyesületének.

## Munkássága
Fő kutatási területe a kémiai és bioszenzor-kutatás, ezen belül az ionszelektív membránelektródok és a potenciometrikus (egyfajta elektródpotenciálok mérésén alapuló analitikai eljárással kapcsolatos) pásztázó elektrokémiai mikroszkópia.
Foglalkozik tervezett molekuláris kölcsönhatások tanulmányozásával, ezek eredményeit újabb típusú elektrokémiai és optikai szenzorok (érzékelők) kialakítása céljából használja fel. Biológiai és környezetanalitikai szempontból jelentős komponensek mérésére különböző bioanalitikai módszereket és érzékelőket fejlesztett ki. A pásztázó elektrokémiai mikroszkópia területén annak fejlesztését és alkalmazását szorgalmazta a szenzorkutatásban, immunanalitikai módszerek kidolgozásában, valamint korróziós és biokatalitikus folyamatok tanulmányozására. Munkatársaival fontos eredményt ért el fiziológiás kutatások szempontjából jelentős, új típusú ionszelektív elektródok és bioérzékelők kifejlesztésében.
Több mint kétszázhetven tudományos publikáció, ebből két könyv és tíz könyvfejezet szerzője vagy társszerzője. Művei magyar és angol nyelven jelennek meg. Számos publikációját Pungor Ernővel közösen adta ki.

## Díjai, elismerései
- Akadémiai Díj (1978)
- Lavoisier-díj (1984)
- Schulek Elemér-emlékérem (1994)
- Erdey László-díj (1998)
- Széchenyi-díj (2000)
- Ipolyi Arnold tudományfejlesztési díj (2002, OTKA)
- a Turkui Egyetem díszdoktora

## Főbb publikációi
- Ion-Selective Membrane Electrodes. A Rewiev (Pungor Ernővel, 1970)
- Analytical Methods Involving ISE (Including Flow Methods) (társszerző, 1979)
- Dynamic Response of Ion-Selective Electrodes (társszerző, 1988)
- Novel Application of Potentiometric Microelectrodes: Scanning Potentiometric Microscopy (társszerző, 1994)
- Planar Wave Giude Ion-Selective Sensors (társszerző, 1997)
- Electroanalysis (1998)
- Fast Response Potentiometric Acethylcholine Biosensors (társszerző, 1999)
- Szelektív érzékelők jelentősége a kémiai analízisben (székfoglaló, 1996, nyomtatásban 2000)
- A miniatürizálás térhódítása az elektronikában (2001)
- Potentiometric Responses  of Ion-Selective Membranes Containing Mixtures of Two Different Ionophores (társszerző, 2002)
- Az analitikai kémia helyzete és fejlődési lehetőségei (2002)
- Szenzorok az analitikai kémiában (társszerző, 2002)